# Conesus Lake Railroad
Die Conesus Lake Railroad war eine Bahngesellschaft im US-Bundesstaat New York, die eine 2,7 km lange Bahnstrecke am namensgebenden Conesus Lake errichtete. Ab 1886 stand das Unternehmen unter Kontrolle der Erie Railroad, die es 1930 schließlich vollständig übernahm.

## Geschichte
Der etwa 35 km südlich von Rochester gelegene Conesus Lake ist einer der kleineren Seen der Finger Lakes, war aber durch seine Nähe zu Rochester bereits Mitte des 19. Jahrhunderts ein populäres Ausflugsziel. Seit 1852 lag östlich und nördlich des Sees die Bahnstrecke von Painted Post (bei Corning) nach Avon, doch mussten die letzten Kilometer von nahegelegenen Bahnhöfen wie dem in Livonia auf Straßen zurückgelegt werden. Eine Gruppe von Unternehmern, darunter der Betreiber einer Dampfschiffverbindung auf dem Conesus Lake, beantragte daher in den frühen 1880er-Jahren die Konzession zum Bau einer Bahnstrecke zum See, die ihr erteilt wurde.
Am 10. Mai 1882 gründeten die Konzessionsinhaber die Conesus Lake Railroad. Sie erwarb eine an der Station Trew’s Switch – teilweise auch Thews Switch – der New York, Lake Erie and Western Railroad (NYLE&W)-Strecke Painted Post–Avon abzweigende, südwärts nach Lakeville führende Trasse und begann mit dem Bahnbau. Durch Unterstützung der NYLE&W konnte die 2,7 km lange Strecke bereits am 3. August 1882 eröffnet werden. Die Betreibergesellschaft besaß eine Dampflokomotive und einen Personenwagen; für den Posttransport wurde zudem eine Handhebeldraisine genutzt.
Zum 22. Juli 1886 kaufte die NYLE&W alle Aktien der Conesus Lake Railroad und gliederte deren Bahnstrecke vollständig in das Erie-Netz ein. Das Unternehmen bestand allerdings als Streckeneigentümer rechtlich selbständig weiter, ehe es schließlich am 22. Mai 1930 mit der 1895 aus der NYLE&W entstandenen Erie Railroad fusioniert wurde.

## Infrastruktur
Die Conesus Lake Railroad errichtete und besaß eine Bahnstrecke, die südöstlich von Avon von der Strecke Painted Post–Avon abzweigte und 2,7 km nach Süden bis Lakeville führte. Der Abzweig wurde zunächst als Trew’s Switch oder Thews Switch bezeichnet, war jedoch bereits 1890 auch als Conesus Lake Junction bekannt. Die Erie Railroad verwendete schließlich letztere Bezeichnung. Der Personenverkehr auf der Strecke endete 1927, während der Güterverkehr fortgeführt wurde. 1964 wurde die Verbindung durch die Livonia, Avon and Lakeville Railroad erworben und wird mit Ausnahme des etwa 200 Meter langen, stillgelegten äußersten Südendes weiterhin für den Gütertransport genutzt.